# Quadrifid Island
Quadrifid Island – niezamieszkana wyspa w Zatoce Frobishera, w Archipelagu Arktycznym, w regionie Qikiqtaaluk, na terytorium Nunavut, w Kanadzie. W pobliżu Quadrifid Island położone są wyspy: Crowell Island, Dog Island, Kungo Island, Metela Island i Sliver Island.